# Instituto Europeu para a Igualdade de Género
O Instituto Europeu para a Igualdade de Género é um organismo da União Europeia que visa promover a igualdade de género, comportando a integração da perspectiva de igualdade entre mulheres e homens nas diversas políticas, e apoia o combate à discriminição. 